# Ruslana
Ruslana Stepánivna Lyzhychko, en ucraniano: Руслана Степанівна Лижичко, Ruslana Stepánivna Lyžyčko, (Leópolis, 24 de mayo de 1973) es una artista ucraniana, ganadora del World Music Award y el Festival de Eurovisión de 2004.
Una de las artistas más respetadas y exitosas de Ucrania, Ruslana es cantante, bailarina, productora, compositora, directora de Orquesta Sinfónica y pianista. Escribe, compone y produce sus propias canciones y videoclips. Ganó el Festival de Eurovisión en 2004 con la canción "Wild Dances" tras lograr 280 puntos, que los recibió de 34 de los 35 países participantes en el concurso (Suiza fue el único país que no la votó). Siete años después, fue la portavoz de los votos ucranianos en Eurovisión 2011 celebrado en Düsseldorf.
Ruslana fue la primera artista en emerger de la antigua Unión Soviética que recibió oficialmente el disco de platino por su álbum Dyki Tantsi (2003) al vender más de 170 000 copias en los primeros cien días después de su lanzamiento, incluso sin una gira promocional. Este álbum es el álbum más vendido en ucraniano hasta la fecha, junto con su versión en inglés, de los que vendió más de 800 000 ejemplares exclusivamente en Ucrania. En 2004 fue una de los 15 mejores artistas en un ranking realizado en Bélgica con sus sencillos "Wild Dances" y "Dance with the Wolves". Ruslana fue nombrada la ucraniana más popular en Bélgica, la chica más sexy en Grecia, la persona pública más influyente en Ucrania y fue la primera persona extranjera que recibió el premio de la Federación de Periodistas de Turquía.
En 2008 apareció en el videojuego Grand Theft Auto IV, donde la artista ucraniana es la dj de la emisora Vladivostok FM. En el set list de la emisora se puede escuchar su éxito "Wild Dances". El éxito mundial del videojuego —cuyas ventas entraron en el Libro Guiness de los Récords— impulsó el éxito de la artista ucraniana, que firmó un importante contrato, en ese mismo año, con Warner Music para el lanzamiento mundial de su segundo álbum internacional llamado Wild Energy.
La carrera de Ruslana se ha caracterizado, además, por su compromiso político y social con su país. La cantante mostró su apoyo pública y activamente los procesos democráticos que tuvieron lugar otoño de 2004 en Ucrania conocidos como la Revolución Naranja, a la que dedicó su sencillo "Dance with the Wolves". Declaró su apoyo a Viktor Yushchenko durante las elecciones presidenciales ucranianas de ese año y a Yulia Tymoshenko en las de 2010. También llegó a ser miembro del Parlamento de Ucrania para el partido Nuestra Ucrania. Ruslana ha sido nombrada Embajadora de Buena Voluntad de Ucrania por la UNICEF y ha colaborado en numerosos proyectos acerca del medio ambiente y, especialmente, en favor de las víctimas del accidente de Chernóbil.

## Biografía
Ruslana Stepánivna Lyzhychko (en ucraniano: Руслана Степанівна Лижичко) nació el 24 de mayo de 1973 en Leópolis, ciudad perteneciente, por aquel entonces, a la República Socialista Soviética de Ucrania. Comenzó a estudiar a los 4 años de edad y ha cantado en diferentes bandas. Tras 10 años en la escuela secundaria, en el área científica, entró en la Academia Estatal de Música de Leópolis, en donde se graduó como pianista y directora de Orquesta Sinfónica en 1995.

## Carrera musical
Comenzó su carrera como la ganadora del concurso Slavyanskiy Bazar en Bielorrusia en 1996. El mismo año estuvo nominada como Cantante del Año 1996, y el video "Dzvinkyi Viter" fue premiado como Mejor Vídeo del Año en el festival de televisión The Golden Era.
En 1997 comenzó a trabajar en Christmas with Ruslana, el primer proyecto navideño de Leópolis para televisión. También comenzó a trabajar en su videoclip "Ballad of a Princess" que se convirtió en el primer vídeo musical animado de Ucrania.
Su primer álbum Myt' Vesny - Dzvinkyj Viter (El momento de la primavera – Campanas de viento) fue lanzado en 1998, recibiendo muy buenas críticas.
No obstante, su mayor reconocimiento llegó con su canción "Svitanok" (Amanecer) y su disco Myt' Vesny - Dzvinkyj Viter Live. "Svitanok" fue el primer gran videoclip en Ucrania. Esta canción fue nominada como Mejor Canción del Año, mientras que el vídeo se convirtió en el Mejor Videoclip del Año. En 1999 trabajó en el musical navideño Ostanne rizdvo 90th (Las últimas Navidades de los 90), que ganó el premio a la Mejor Película en Ucrania.

### Danzas
El padre de Ruslana es del oeste ucraniano, tierra de los Hutsules; los habitantes de los montes Cárpatos ucranianos. Los Hutsules tienen una cultura única junto con una rica y antigua historia que inspiró a Ruslana para crear su canción "Wild Dances" (Danzas Salvajes).

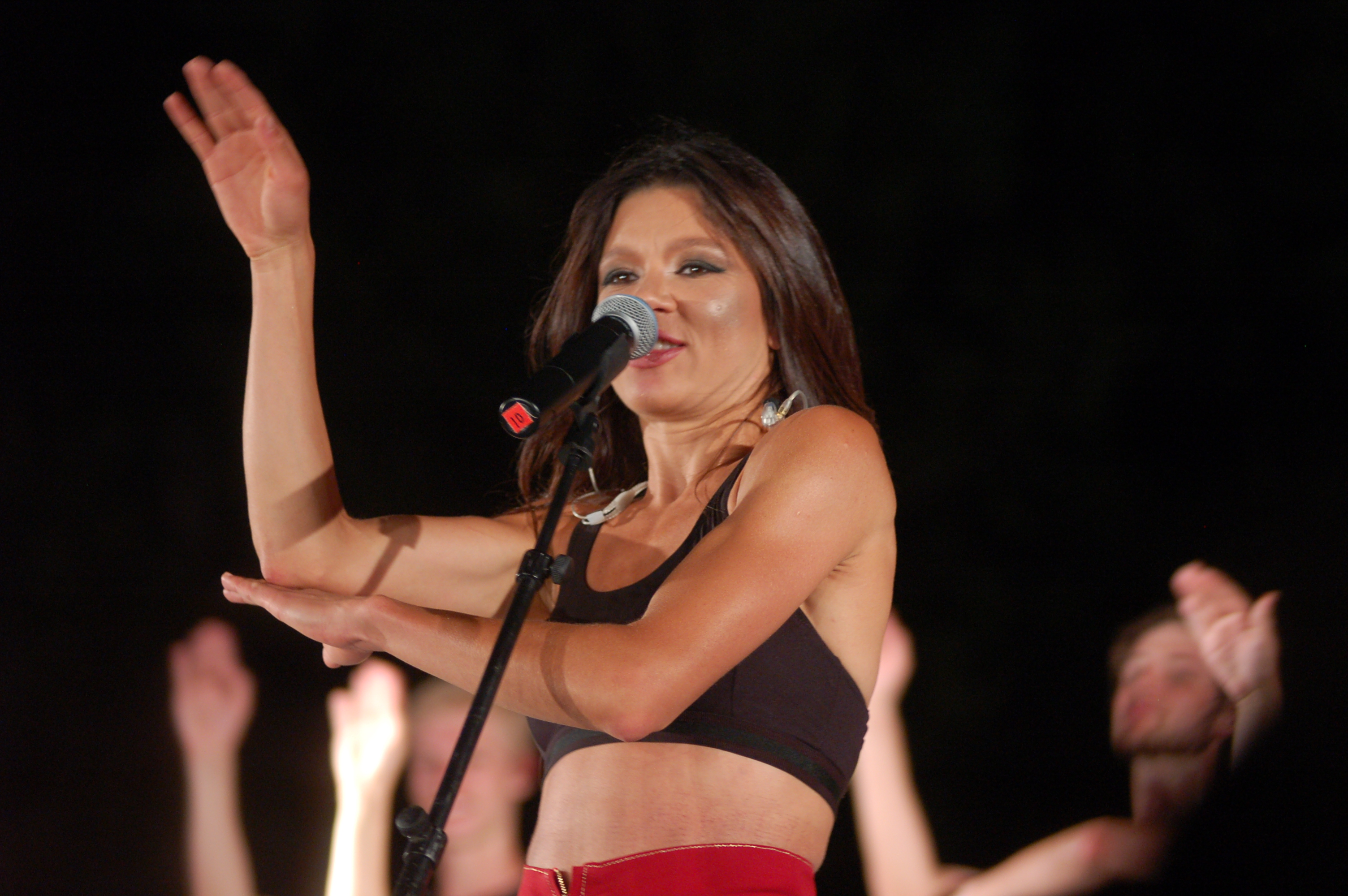
Ruslana durante un concierto en Soyuzivka, Ucrania.

El estilo de "Wild Dances" es difícil de definir, pero se le puede llamar drive-ethno-dance. Los poderosos y penetrantes tambores étnicos se combinan con modernos pasos de baile. Los hey de la canción suenan como gritos militares acompañados de fuertes golpes de pie contra el suelo. Las fuertes guitarras distorsionadas se combinan con la famosa vibración de voz Hutsul. La pauta de la trompeta, que se tocan a la manera Ucraniano-Moldava, va acompañada de la trembita (un antiguo instrumento musical ucraniano de la región Hutsul).
La canción "Wild Dances" le dio la victoria a Ruslana en el Festival de la Canción de Eurovisión 2004 y la entrada a decenas de listas musicales europeas. Fue una brillante representación del nuevo estilo de Ruslana. La versión en inglés del álbum Dyki Tantsi fue lanzada en Europa en otoño de 2004: Wild Dances (Welcome to my Wild World).
El álbum Dyki Tantsi («Danzas Salvajes») salió a la venta en junio de 2003 en Ucrania. Se convirtió en el primer disco en lograr el triple platino en la historia de Ucrania, vendiendo más de 300.000 copias. La versión inglesa del álbum se lanzó en Europa en otoño del 2004 con el título Wild Dances – Welcome to my Wild World.

### Eurovisión
Ruslana fue elegida por la cadena pública ucraniana NTU a través de una selección interna, como la representante de Ucrania en la 49 edición del Festival de Eurovisión. Favorita antes de ganar, participó cantando una canción compuesta por ella misma "Wild Dances", logrando la victoria con 280 puntos (la nota más alta alcanzada en los primeros 50 años del Festival). Recibió votos de 34 de los 35 países participantes (Suiza fue el único país que no la votó). "Wild Dances" fue número uno durante 10 semanas consecutivas en Bélgica, Grecia y Ucrania.

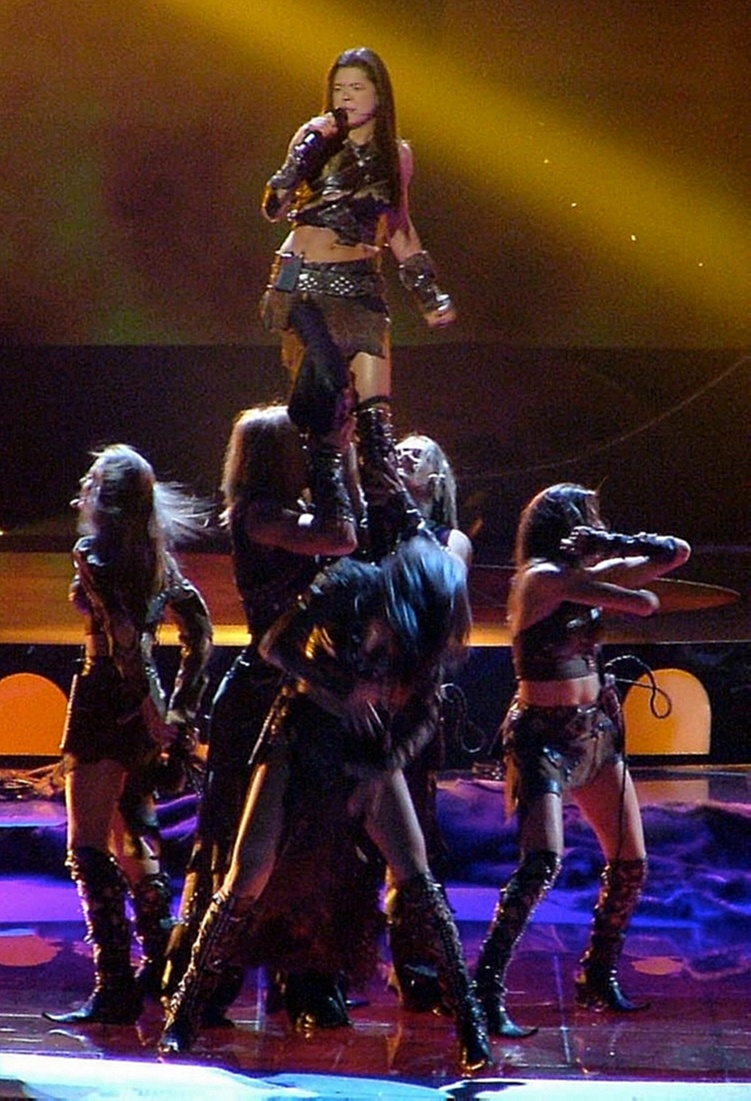
Ruslana durante el Festival de la Canción de Eurovisión 2004.

"Wild Dances" fue nombrada la Mejor canción de Eurovisión por los alemanes. En el programa de televisión Grand prix Hitliste, "Wild Dances" fue presentada como la ganadora, entre canciones tan famosas como "Waterloo" de ABBA. Ruslana fue la estrella invitada en la final nacional de Azerbaiyán, donde estrenó su nuevo show "Wild Enrgy Show".
La cantante había sido elegido inicialmente para presentar la semifinal y la gran final del Festival de Eurovisión 2005. Sin embargo, tuvo que declinar la oferta debido a su participación en la organización de un concierto de caridad dedicado a las víctimas del desastre de Chernobyl. Por lo tanto, Ruslana apareció en el evento sólo como estrella invitada, en el que interpretó un repertorio de Wild Dances y Heart on Fire en la ceremonia de apertura, acompañada por el ballet Zhyttia y el fabricante de tambores ucraniano ARS Nova.
En este acto Ruslana llevó un lanzallamas al escenario, lo que provocó el malestar de la delegación rumana cuyo fuego en el escenario había sido rechazado por la organización del festival debido a razones de seguridad. Después de entrevistar a los competidores en la sala verde también interpretó su último sencillo, "The Same Star". Durante esta actuación Ruslana llevó un traje rojo inspirado en elementos étnicos de Ucrania.
En 2017, al ser Kiev de nuevo la anfitriona del festival, Ruslana volvió a actuar en el intermedio del mismo.

### Proyecto Wild Energy yAmazonka
El proyecto Wild Energy de Ruslana se basa en la novela de ciencia ficción de Maryna y Sergij Diachenko Wild Energy. Lana. En una ciudad del futuro que experimenta una crisis energética mundial, mucho más amenazante que la falta de petróleo y gas, la gente carece de su voluntad por la vida, su energía del corazón - el combustible para la gente. Lana, uno de los habitantes sintéticos, comienza a buscar la fuente de energía mística. Después de muchas aventuras, descubre que la energía salvaje viene de su propio corazón. Wild Energy combina el arte de la música y producción de video, la literatura y el compromiso social de una manera extraordinaria.

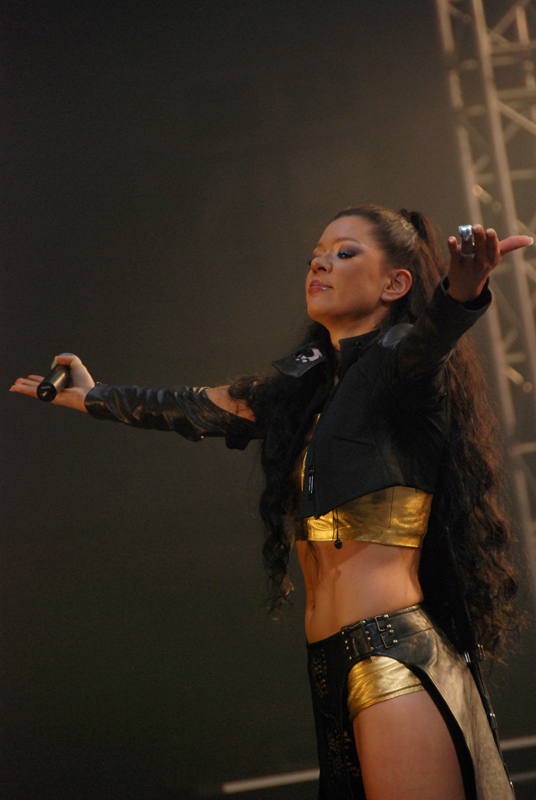
Ruslana durante un concierto en Sibiu, Rumania.

La canción "Wild Energy" es también algo diferente en cuanto a estilo musical e incluye más sonidos electrónicos que "Wild Dances".
Esta transformación de Ruslana es idea de la escritora ucraniana Marina Djachenki y el escritor Sergiy Djachenki, quienes recibieron el premio a los Mejores Escritores de Ciencia Ficción en Europa en Glasgow, Escocia, en 2005. Ruslana intenta acostumbrarse a la imagen de la protagonista de la novela. "Wild Energy" es un gran proyecto que incluye álbum, sencillos, videos, un gran show, un videojuego, una serie de cómics.
En junio de 2006 Ruslana presentó el nuevo sencillo y video "Wild Energy" en un estilo de fantasía único. En este videoclip de la cantante se transforma a partir de una chica rubia sintética a una imagen salvaje. Dentro del marco de la Copa Mundial de 2006 Ruslana se fue de gira en Alemania para apoyar al equipo nacional de fútbol de Ucrania. Ofreció conciertos en Hamburgo, Colonia, Berlín, Leipzig y Núremberg.
En marzo de 2008 se lanzó Amazonka, el sexto álbum de estudio de Ruslana, de manera simultánea en Ucrania, República Checa y Eslovaquia. El álbum en inglés Wild Energy fue lanzado en Canadá el 2 de septiembre de 2008 y fue lanzado en varios países europeos el 10 de octubre de 2008 y en China en noviembre del mismo año. El álbum fue grabado en el estudio Hit Factory en Miami y contiene dos colaboraciones con los artistas estadounidenses urbanos T-Pain y Missy Elliott. En este álbum de Ruslana creó su propia técnica distintiva de la incorporación de antiguos estilos étnicos de los habitantes de los montes Cárpatos, mezclado con la moderna música popular.
La cantante fue invitada en 2009 como "Estrella Especial" a la 6.ª Entrega Anual del Festival de la Canción de Asia, donde recibió dos trofeos. El primero de ellos fue la estatua de oro del «Premio al Mejor Artista del Festival de la Canción de Asia» (que fue otorgado a cada participante), el premio principal del festival y el premio especial fue segundo por la contribución al intercambio cultural entre Ucrania y Asia en la música.

### My Boo/Eyforiya(2010-2012)
Ruslana llevaba desde 2010 inmersa en la grabación de su tercer álbum de estudio en inglés, que fue lanzado finalmente en abril de 2012 bajo el título de My Boo, al que fue acompañado su versión en ucraniano, ЕЙ-форі-Я (EY-fori-YA). El álbum fue grabado en Estados Unidos, Suecia y Ucrania, producido por Vlad Debriansky y Ruslana y cuenta con músicos como Rusty Allen, Victor Little, George Benson o Brian Coller entre otros.
Ya en mayo de 2011 fue publicado el primer sencillo del álbum, "WOW – I’m so Amazing!", producido por Vlad Debriansky en Los Ángeles, California. La canción fue escrita por Ruslana en colaboración con Vlad Debriansky y Oleksandr Ksenofontov (el esposo de Ruslana). La canción y el videoclip correspondiente están destinados a ser una parodia de las personas que se consideran increíbles.
En septiembre de 2011 fue lanzado el segundo sencillo "ShaLaLa". La canción fue escrita por Ruslana, Vlad Debriansky y Oleksandr Ksenofontov (letras en ucraniano) y fue grabado en San Francisco y Kiev, basada en una simple melodía gitana. Junto con las guitarras, Ruslana utiliza sonidos prestados por bailarines. En el videoclip Ruslana aparece como una gitana con coloridos tatuajes rosas. Después de una "disputa de baile" en un pub, Ruslana y un grupo de bailarines continúen su diálogo en el lenguaje de la danza en las calles de la antigua ciudad de Leópolis. De repente, toda la ciudad está bailando junto con ellos.
La canción "Davaj Graj" (Давай Грай, «Vamos, a jugar») está dedicado a la Eurocopa 2012 que se disputó en Polonia y Ucrania. El estreno tuvo lugar en la ceremonia de inauguración del nuevo estadio de Leópolis el 29 de octubre de 2012. La idea de este cante y baile a lo largo de la canción es unir a tantas personas como sea posible en un solo ritmo, el sonido y la danza. Quince minutos antes del comienzo del espectáculo, Ruslana hizo un ensayo especial para el público del estadio enseñando los movimientos que se deben realizar durante su canción. El experimento funcionó bien y se unieron 34 000 espectadores, más de mil bailarines en una danza sincronizada en masa.

## Vida personal
Tiene una hermanastra llamada Anna. Desde el 28 de diciembre de 1995 está casada con Oleksandr Ksenofontov, un productor discográfico ucraniano. Juntos llevan adelante desde 1993 la compañía Luxen Studio.

## Otras actividades

### Política

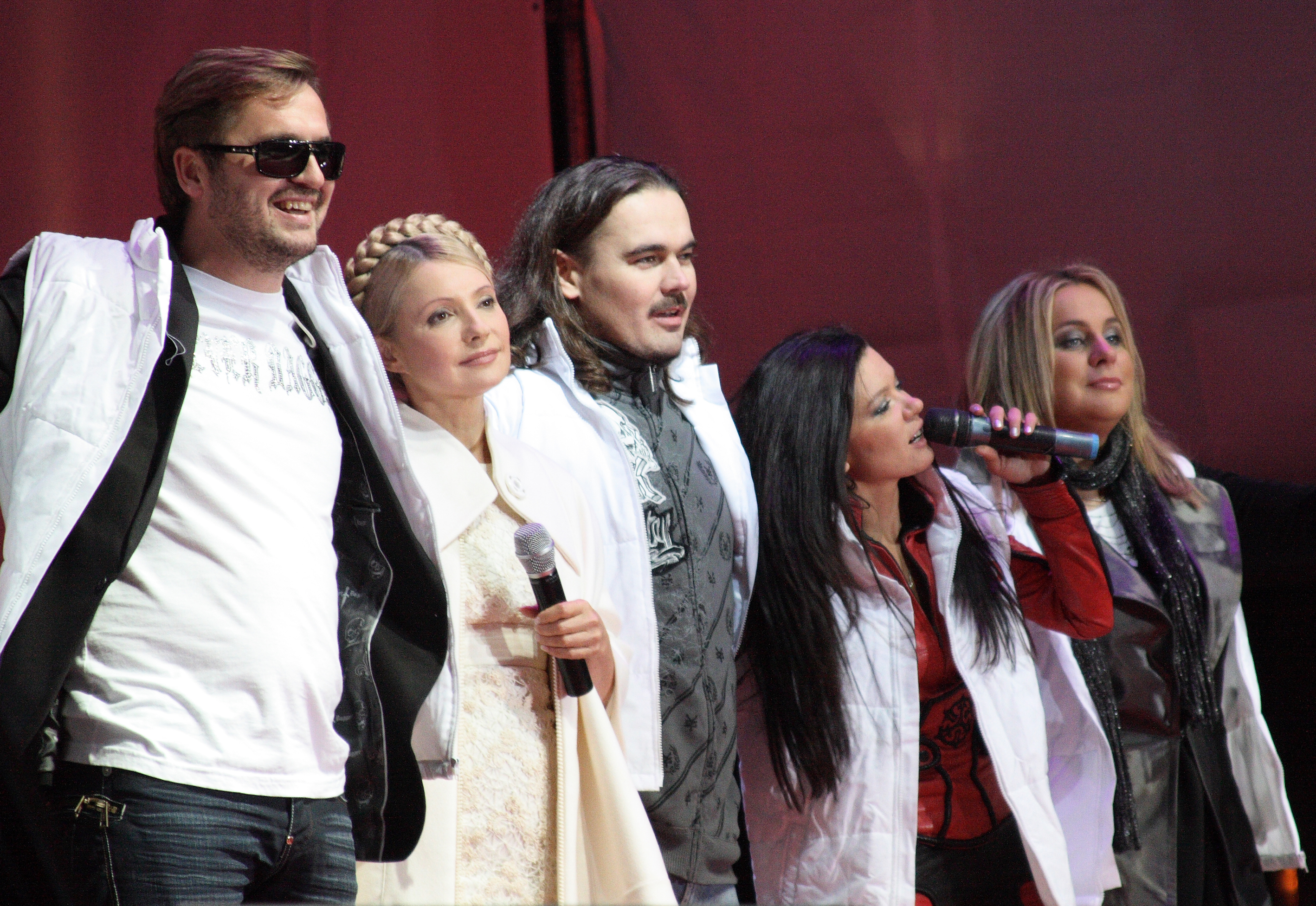
Ruslana junto a la política Yulia Tymoshenko (segunda por la izquierda) en 2009.

En otoño de 2004 Ruslana apoyó activamente los procesos democráticos en Ucrania conocido como la Revolución Naranja, a la que su canción "Dance with the Wolves" fue dedicada. Declaró su apoyo a Viktor Yushchenko durante las disputadas elecciones presidenciales en Ucrania. Ruslana se convirtió en una de las figuras prominentes que dirigió a la multitud de masas consignas en apoyo de la demanda de Yushchenko de que su derrota inicial se declarase fraudulenta. Desde la primavera de 2006 hasta el verano de 2007 fue miembro del Parlamento de Ucrania para el partido Nuestra Ucrania.
Debido a razones políticas, el video musical de apoyo a su segundo sencillo extraído del álbum Wild Dances, "Dance with the Wolves" fue censurado en Rusia, ya que contiene fragmentos que muestran a Ruslana en la Plaza de la Independencia.
Ruslana aprobó a la candidata Yulia Tymoshenko durante las elecciones presidenciales de Ucrania 2010 y apoyó activamente su candidatura durante la campaña electoral.
A finales de noviembre del 2013, Ruslana participó en las manifestaciones que se realizaron en Ucrania para pedir la dimisión del actual presidente de Ucrania, Víktor Yanukóvich, al que no perdonan su negativa a firmar el Acuerdo de Asociación con la UE y renegar que Ucrania negocie con Rusia para entrar a la Unión aduanera. Cabe destacar, que Ruslana iba a participar en el Interval act del Festival de la Canción de Eurovisión Junior 2013 que se celebraba en Kiev en plenas manifestaciones, aunque dijo no participar ya que su país se encontraba "en peligro".

### Grand Theft Auto IV
Ruslana apareció en el videojuego de 2008 Grand Theft Auto IV, donde se interpreta a sí misma como presentadora de Vladivostok FM, una emisora ficticia que ofrece música de Europa del Este. Entre las canciones que aparecen en la emisora se encuentra "Wild Dances" de la propia Ruslana.
El contrato de Ruslana con Rockstar Games peligró tras una información filtrada sobre su participación en Grand Theft Auto IV en internet a mediados de julio de 2007. La cantante ucraniana apareció en el sitio web de noticias independiente sobre Eurovisión esctoday.com, dio a conocer detalles y después el sitio web eliminó el contenido cuando Rockstar Games descubrió la filtración. Cualquier información relativa a Grand Theft Auto IV se suponía totalmente confidencial hasta abril de 2008.

### Actividad social
Ruslana fue nombrada Embajadora de Buena Volundad de Ucrania por la UNICEF. Se encuentra trabajando a combatir la trata de seres humanos, filmando dos anuncios que buscan alertar a las potenciales víctimas sobre el tráfico de seres humanos, proyecto que realizó en colaboración con la OSCE. En febrero de 2008 participó en el Foro de las Naciones Unidas Viena, Austria, contra del tráfico de seres humanos, presentando frente a 117 delegaciones internacionales la canción "Not For Sale", que se convirtió en el tema representativo de la campaña.

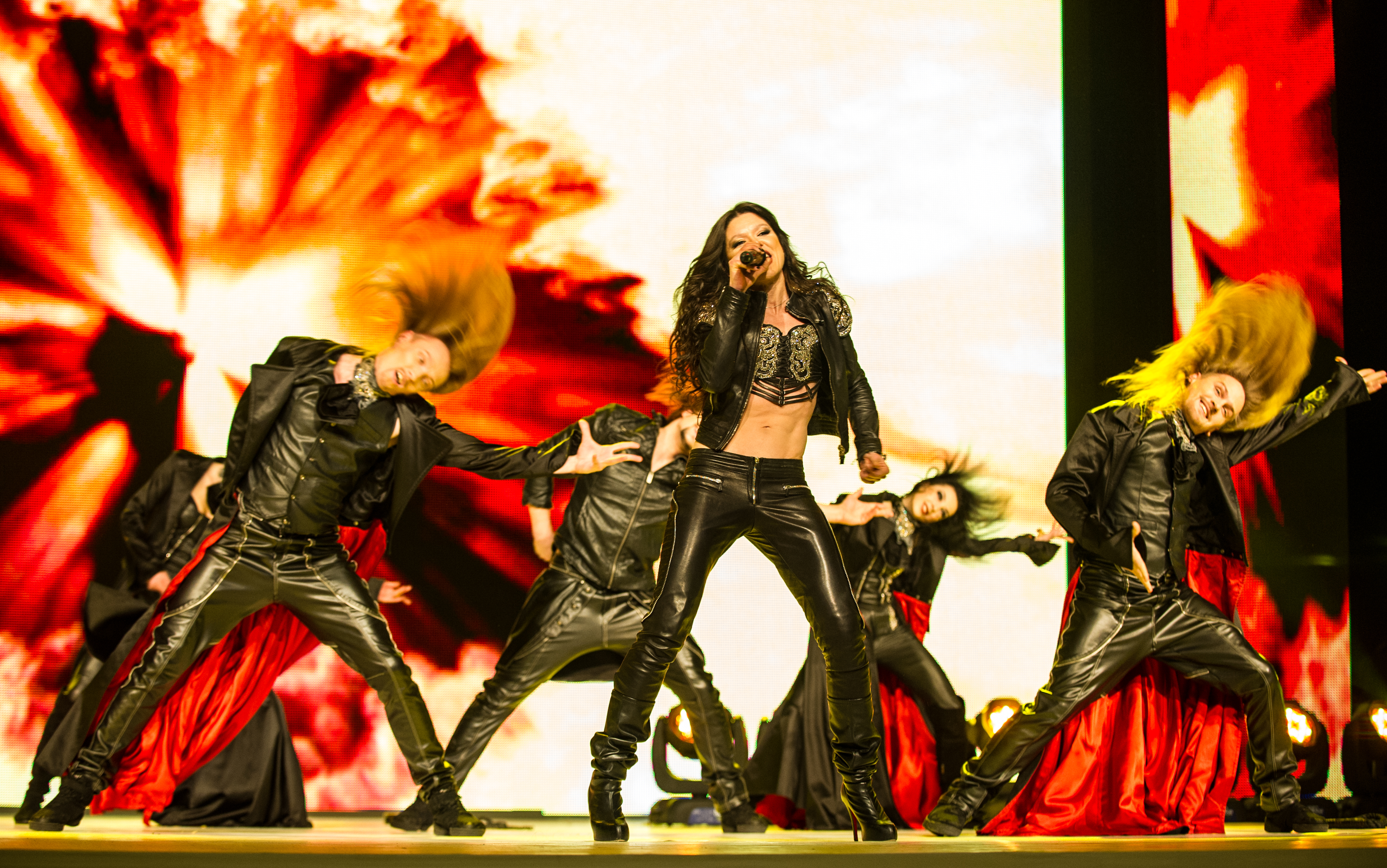
Ruslana en un concierto en Bakú, Azerbaiyán, en 2012.

Dentro del marco de preparación del Festival de la Canción de Eurovisión 2005 en Kiev, Ruslana dio un concierto de caridad para los niños que sufren de las consecuencias del accidente de Chernóbil. Para otro proyecto, participó junto con el cantante alemán Peter Maffay. En abril y mayo de 2007 marcharon juntos con artistas de 14 países en una gira de cuatro semanas a través de Alemania. Los fondos reunidos se destinaron a los niños más necesitados.
Ruslana también ha organizado numerosos conciertos benéficos que se benefician los hospitales de los niños en Kiev, Dnipropetrovsk y L'viv.
Con su proyecto Ruslana Wild Energy apoya el uso de las energías renovables, especialmente la energía solar, el agua y el viento como independencia energética. El proyecto se desarrolló gradualmente en el sentido más grande, ya que Ruslana quiere dar a conocer los peligros del cambio climático global.
Después de que grandes regiones en el oeste de Ucrania se viesen afectadas por una inundación en julio de 2008, Ruslana estableció la coordinación y el centro de socorro "Los Cárpatos. Diluvio. SOS! 2008". El objetivo del centro era crear una base de datos de las personas que lo necesitaban para proporcionar ayuda humanitaria de emergencia y para recoger y distribuir las donaciones, tanto del público como de otros artistas y deportistas ucranianos para apoyar a las víctimas de la inundación.

## Discografía
| - 1998: Myt' Vesny - Dzvinkyj Viter - 2001: Najkrashche - 2003: Diki Tantsi - 2008: Amazonka - 2012: Euforiya | - 2004: Wild Dances : Welcome To My Wild World - 2005: Club'in - 2008: Wild Energy |

### DVD
- 2008: Wild Energy. Amazon. Wild Dances

## Premios y nominaciones
| Año  | Premio                               | Trabajo nominado                            | Resultado |
| ---- | ------------------------------------ | ------------------------------------------- | --------- |
| 2004 | Festival de la Canción de Eurovisión | "Wild dances"                               | Ganadora  |
| 2004 | World Music Awards                   | Best-Selling Ukrainian Artist "Wild Dances" | Ganadora  |
| 2004 | MAD TV Video Awards                  | Mejor vídeo internacional "Wild Dances"     | Ganadora  |
| 2004 | ARIWN Awards                         | Mejor sencillo internacional "Wild Dances"  | Ganadora  |
| 2005 | Romanian Most Loved Awards           | Artista internacional más querida           | Ganadora  |
| 2007 | MTV Music Awards                     | Mejor artista Ucrania                       | Ganadora  |

## Videoclips
- Ty (1998)
- Myt' Vesny (1998)
- Svitanok (1998)
- Balada pro princessu (1998)
- Kolyskova (1998)
- Znaju Ja (2000)
- Proschannya z disko (2001)
- Dobrij vechir, tobi... (2002)
- Kolomyjka (2003)
- Oj, Zagraimy, Muzychenku (2003)
- Wild Dances (2004)
- Dance with the Wolves (2004)
- Ring Dance with the Wolves (2005)
- The Same Star (2005)
- V rytme serdtsa (2005)
- Dyka Enerhija (2006)

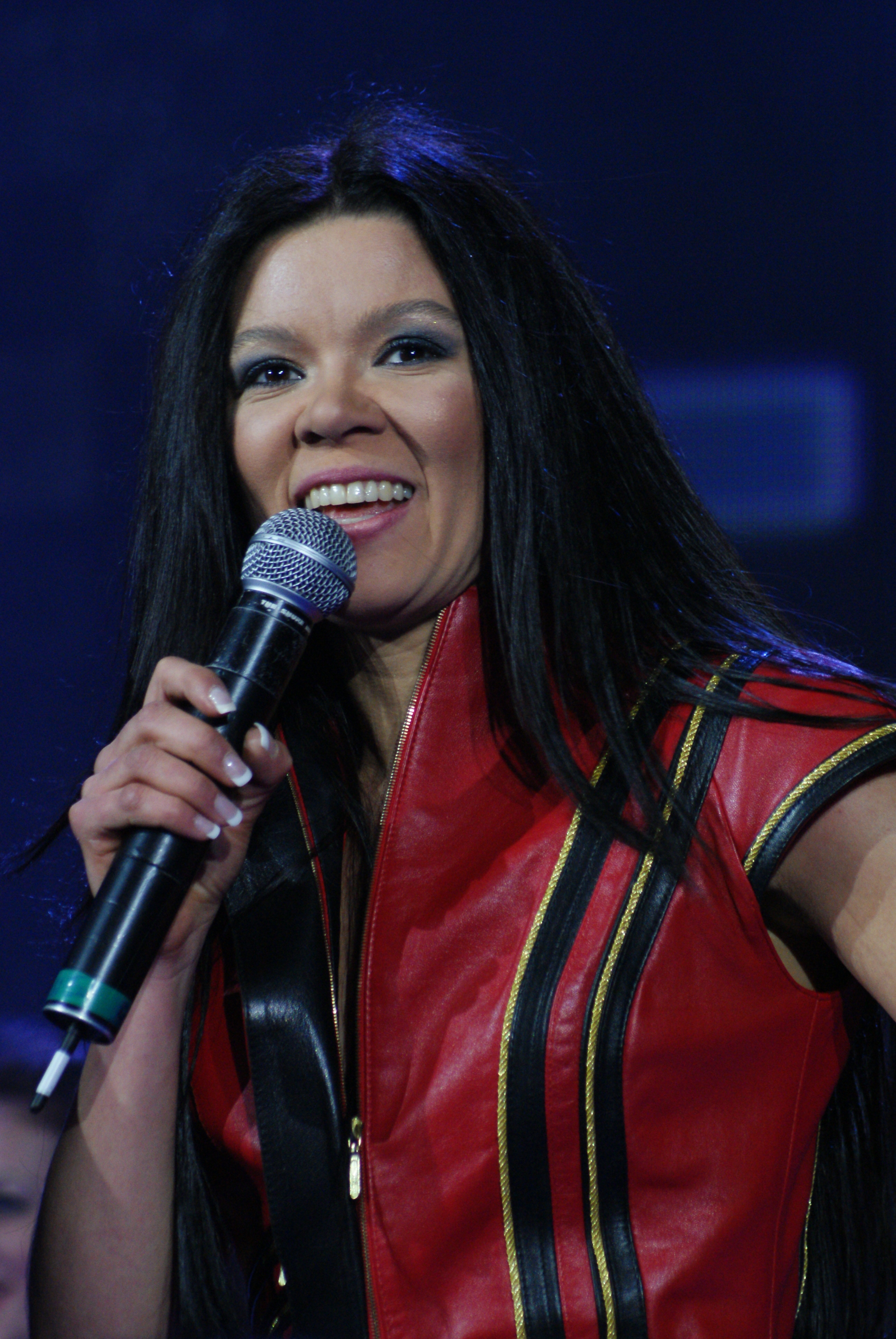
Ruslana en la gala del Festival de Eurovisión 2009.

- Vidlunnja mriy [Ukr. version of "Moon of Dreams"] (2008)
- Moon of Dreams (feat. T-Pain) (2008)
- Vogon chy' lid (2008)

### Audio
- Ruslana interview from NPR All Things Considered program, April 7, 2008

| Predecesor: "Everyway that I can" Sertab Erener   | Ganadores del Festival de la Canción de Eurovisión 2004 | Sucesor: "My number one" Helena Paparizou               |
| Predecesor: "Hasta la vista" Oleksandr Ponomaryov | Ucrania en el Festval de Eurovisión 2004                | Sucesor: "Razom nas bahato, nas ne podolati" Greenjolly |

- Datos: Q129119
- Multimedia: Ruslana / Q129119